# Georges Grün
Georges Serge Grün, född 25 januari 1962 i Schaerbeek, är en belgisk f.d. fotbollsspelare. Han var mångårig mittback i RSC Anderlecht och i Belgiens landslag.

## Karriär

### Klubbkarriär
Grün spelade för Anderlecht 1982–1990 och 1994–1996. Han var med att vinna det nationella seriemästerskapet tre år i rad, 1985–1987, och därefter den nationella cupen två år i rad, 1988–1989. Våren 1990 var Grün kapten då Anderlecht förlorade finalen efter 120 minuter mot Sampdoria. I tiden mellan deltagandet i Anderlecht spelade han i Parma. Med den italienska klubben vann han cupmästerskapet 1992 och året därefter vann han Cupvinnarcupen med finalseger 3-1 över Royal Antwerp. Grün avslutade sitt proffsliv med en säsong i den nyuppflyttade Serie A-klubben Reggiana säsongen 1996/97.

### Landslagskarriär
Grün debuterade för det belgiska landslaget i EM i fotboll 1984 och gjorde det andra målet då Belgien vann med 2-0 över Jugoslavien i Lens. Han spelade i sex av sju matcher för Belgien då laget blev fyra i VM i fotboll 1986 i Mexiko. Grün deltog även i VM i fotboll 1990 och VM i fotboll 1994. Från år 1991 tills han spelade sin sista landskamp i år 1995 var han lagkapten vid 24 tillfällen. Totalt gjorde Grün sex landslagsmål.

## Meriter
- Vinnare av Cupvinnarcupen: 1993 med Parma
- Belgisk seriemästare: 1985, 1986 och 1987 med Anderlecht
- Belgisk cupmästare: 1989 och 1990 med Anderlecht
- Italiensk cupmästare: 1992 med Parma